# Kannitverstan

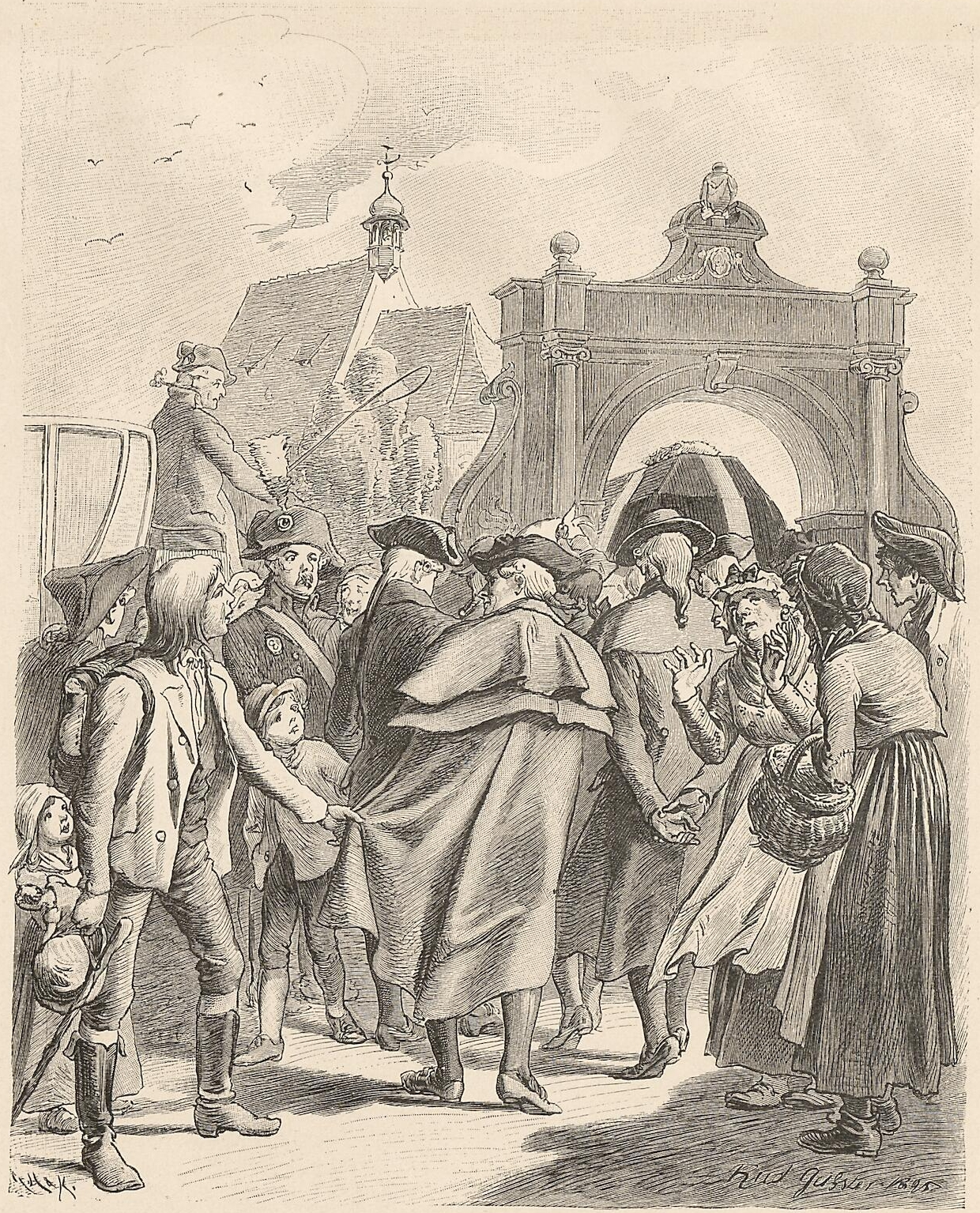
Illustrazione di Rudolf Geißler per la rivista Münchener Bilderbogen, 1895: il ragazzo artigiano incontra il corteo funebre del signor Kannitverstann

Kannitverstan è un racconto del 1808 scritto dal tedesco Johann Peter Hebel e apparsa per la prima volta nel calendario Rheinländischer Hausfreund.

## Trama
Un giovane artigiano di Tuttlingen visita per la prima volta nella sua vita la grande città di Amsterdam. Girando per la città, rimane colpito da una grande e lussuosa casa e da una grande imbarcazione piena di merci costose. Chiede alla gente a chi appartenga quella casa e quella nave e, in entrambe le occasioni, si sente rispondere "Kannitverstan", che significa "Non ti capisco". L'artigiano, credendo che Kannitverstan sia il nome di un uomo, rimane impressionato dalla ricchezza del signor Kannitverstan. Più tardi, guardando una processione funebre domanda chi sia la persona defunta. Quando gli viene risposto "Kannitverstan", è addolorato per la morte dell'uomo, ma allo stesso tempo si sente sollevato perché capisce che la morte non conosce differenze sociali. Così, vive la sua povertà in modo meno grave.

## Origine
Kannitverstan è tratto da una storia vera. Nel 1757, il diciassettenne Adam Philippe de Custine visitò Amsterdam e ammirò una bella casa di campagna e una gran donna. Ascoltò l'annuncio del vincitore della lotteria olandese e osservò un corteo funebre. Curioso, domandò i nomi di queste persone e la risposta che ottenne fu "Ik kan niet verstaan". Allora, il giovane credé nell'esistenza di un "signor Kannitverstan". Qualche tempo dopo aver visto la donna ancora una volta, le offrì le proprie condoglianze per la morte del marito, il signor Kannitverstan. Ciò scatenò grosse risate, ma alla fine l'equivoco fu chiarito. Questo episodio esilarante è apparso in forma scritta per la prima volta nel 1782 nella collezione di saggi Les numéros di Charles Peyssonel ed è stato ristampato nel 1783 in tedesco nel Luzernischen Wochenblatt.